# Järvamaa
Järvamaa (svenska och tyska: Jerwen; estniska: Järva maakond eller Järvamaa) är ett landskap (maakond) i mellersta Estland. Landskapet gränsar i nordväst till Harjumaa (Harrien), i nordöst till Lääne-Virumaa (Västra Wierland), i sydöst till Jõgevamaa, i söder till Viljandimaa, i sydväst till Pärnumaa samt i väster till Raplamaa.
Landshövding är sedan 2004 Üllar Vahtramäe. 
Landskapet motsvarar i det historiska landskapet Jerwen.
2005 minskades landskapet då området motsvarande den tidigare kommunen Lehtse tillfördes landskapet Lääne-Virumaa som en följd av en kommunsammanslagning.
2017 utvidgades landskapet som en följd av kommunreformen 2017 då området motsvarande den tidigare kommunen Käru tillfördes landskapet från Raplamaa.

## Kommuner

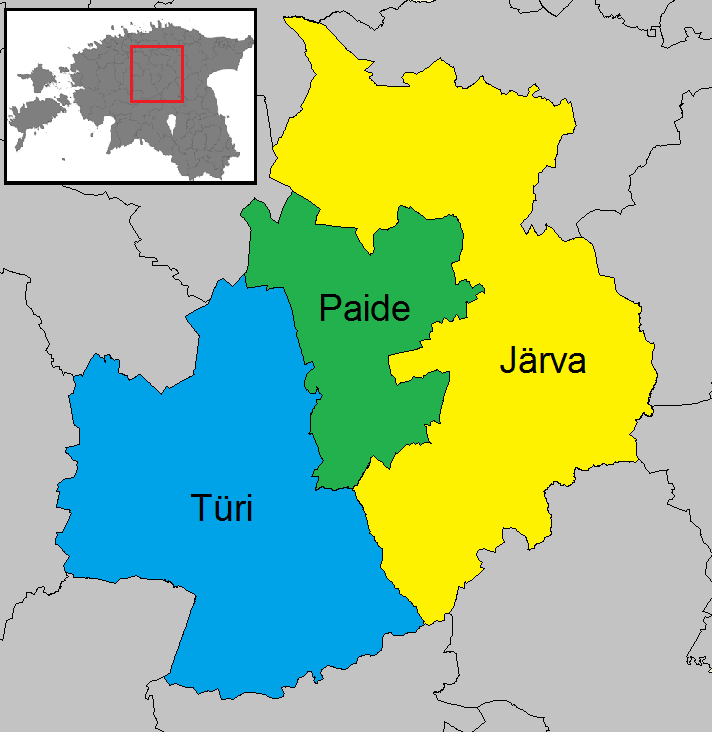
Kommuner i landskapet Järvamaa.

Landskapet är sedan 2017 indelat i tre kommuner, varav en stadskommun.

### Städer
- Paide stad

### Landskommuner
- Järva kommun (inkluderar köpingen Järva-Jaani)
- Türi kommun (inkluderar staden Türi)

## Tidigare kommuner

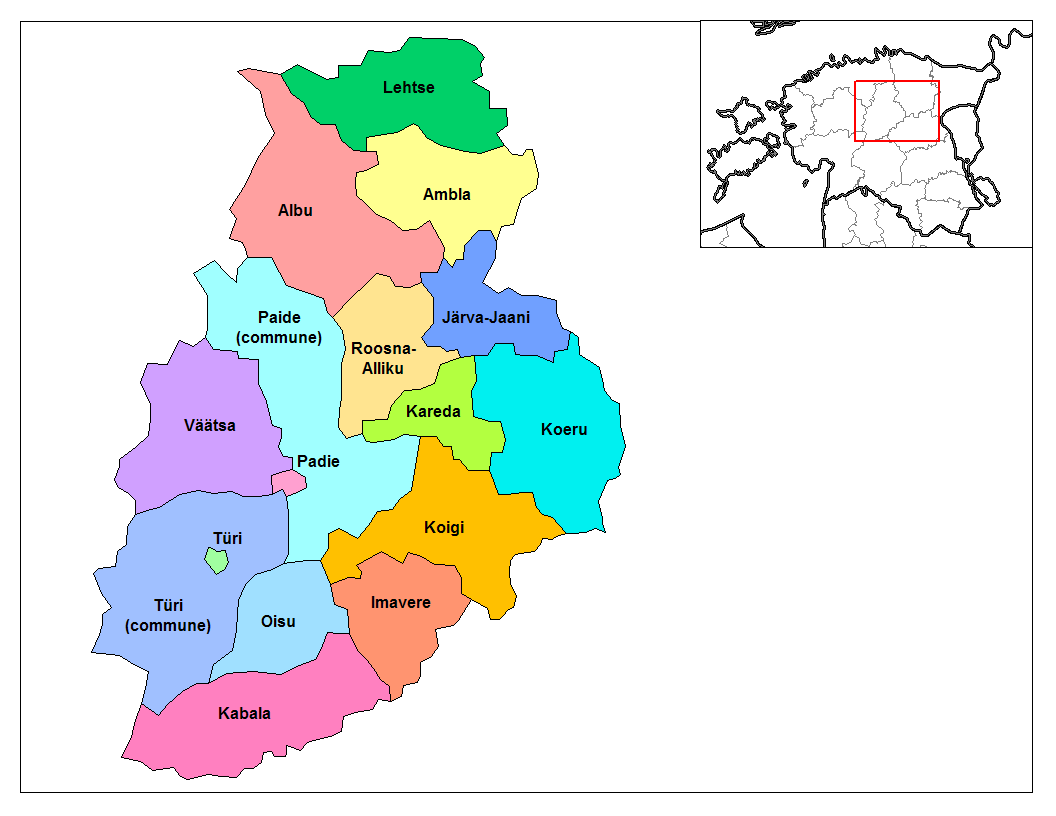
Kommunindelningen i landskapet Järvamaa innan 2005.

Landskapet har tidigare varit indelat i 16 kommuner, varav två stadskommuner.

### Städer
- Paide stad
- Türi stad

### Landskommuner
- Albu kommun
- Ambla kommun
- Imavere kommun
- Järva-Jaani kommun (inkluderade köpingen Järva-Jaani)
- Kabala kommun
- Kareda kommun
- Koeru kommun
- Koigi kommun
- Lehtse kommun
- Oisu kommun
- Paide kommun
- Roosna-Alliku kommun
- Türi kommun
- Väätsa kommun

### Administrativ historik
- 2005 uppgick Türi stad samt landskommunerna Kabala och Oisu i Türi kommun.
- 2005 uppgick Lehtse kommun i den då nybildade Tapa kommun samtidigt som motsvarande område tillfördes landskapet Lääne-Virumaa.

## Orter
Efter gränsjusteringar som följd av kommunreformen 2017 finns det i landskapet Järvamaa två städer, en köping, tio småköpingar samt 192 byar.

### Städer
- Paide
- Türi

### Köpingar
- Järva-Jaani

### Småköpingar
- Ambla
- Aravete
- Koeru
- Käravete
- Käru
- Oisu
- Peetri
- Roosna-Alliku
- Särevere
- Väätsa

## Galleri

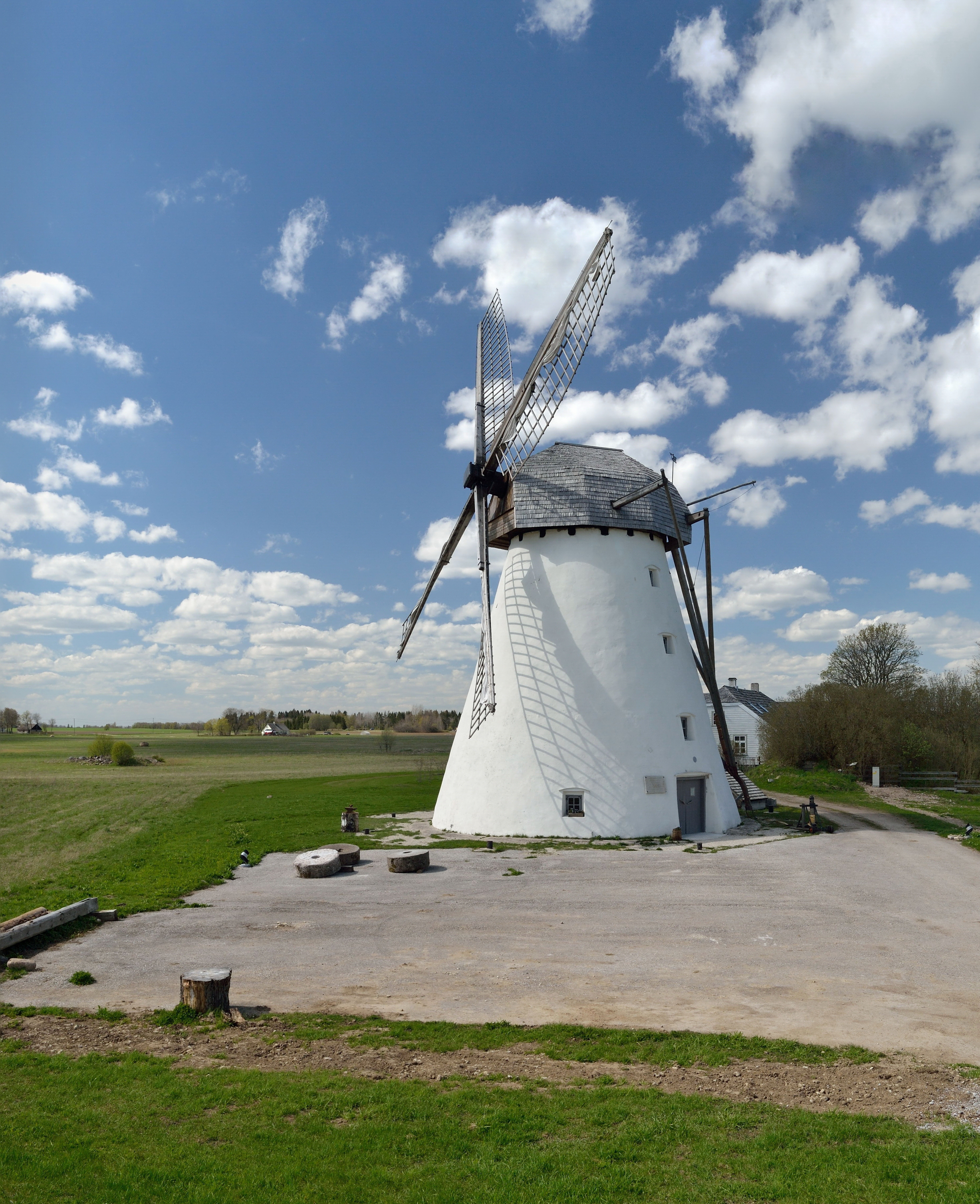
Seidla herrgårds väderkvarn.
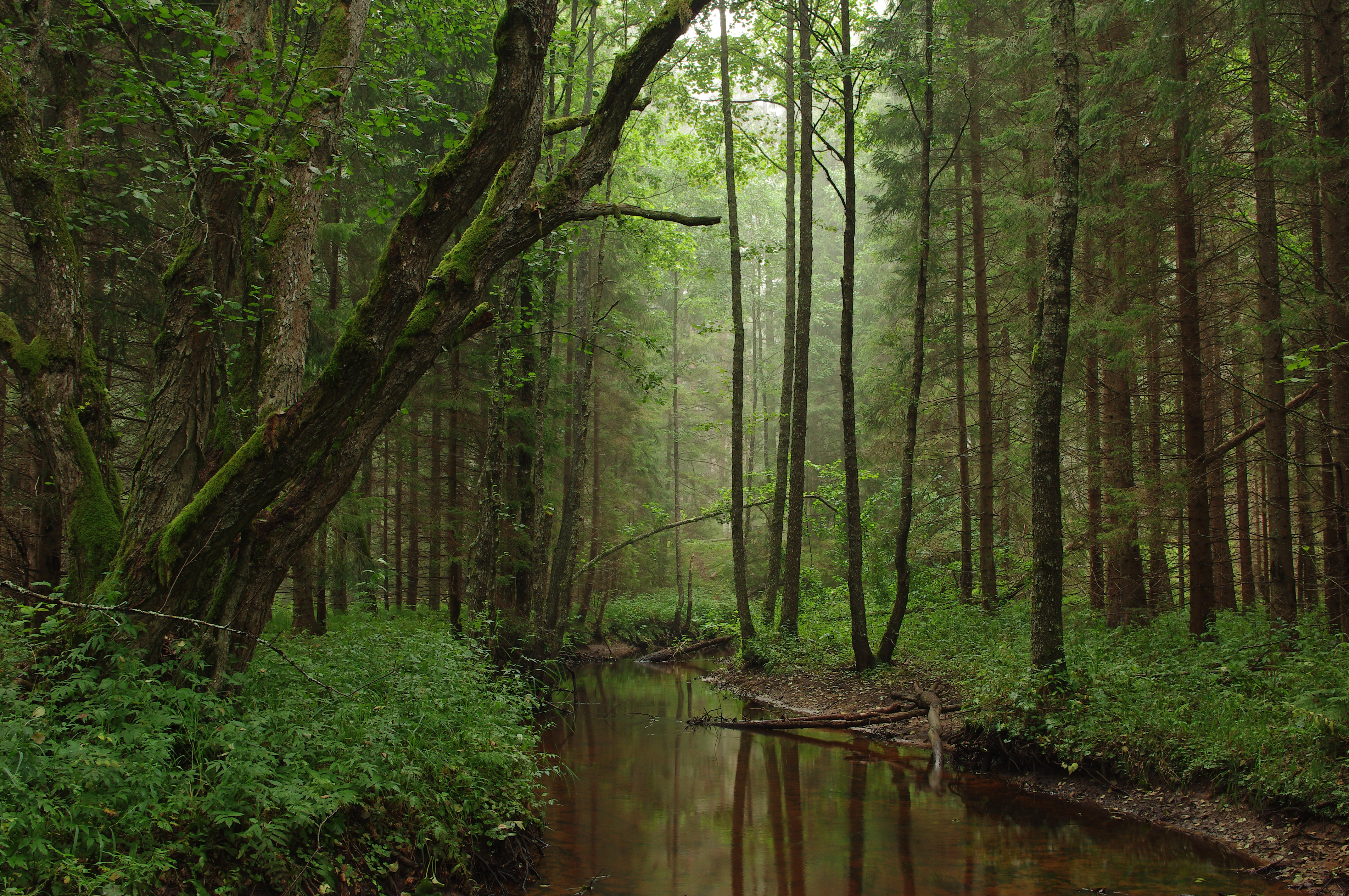
Ån Tarvasjõgi rinner i Kõrvemaa naturreservat i norra delen av Järvamaa
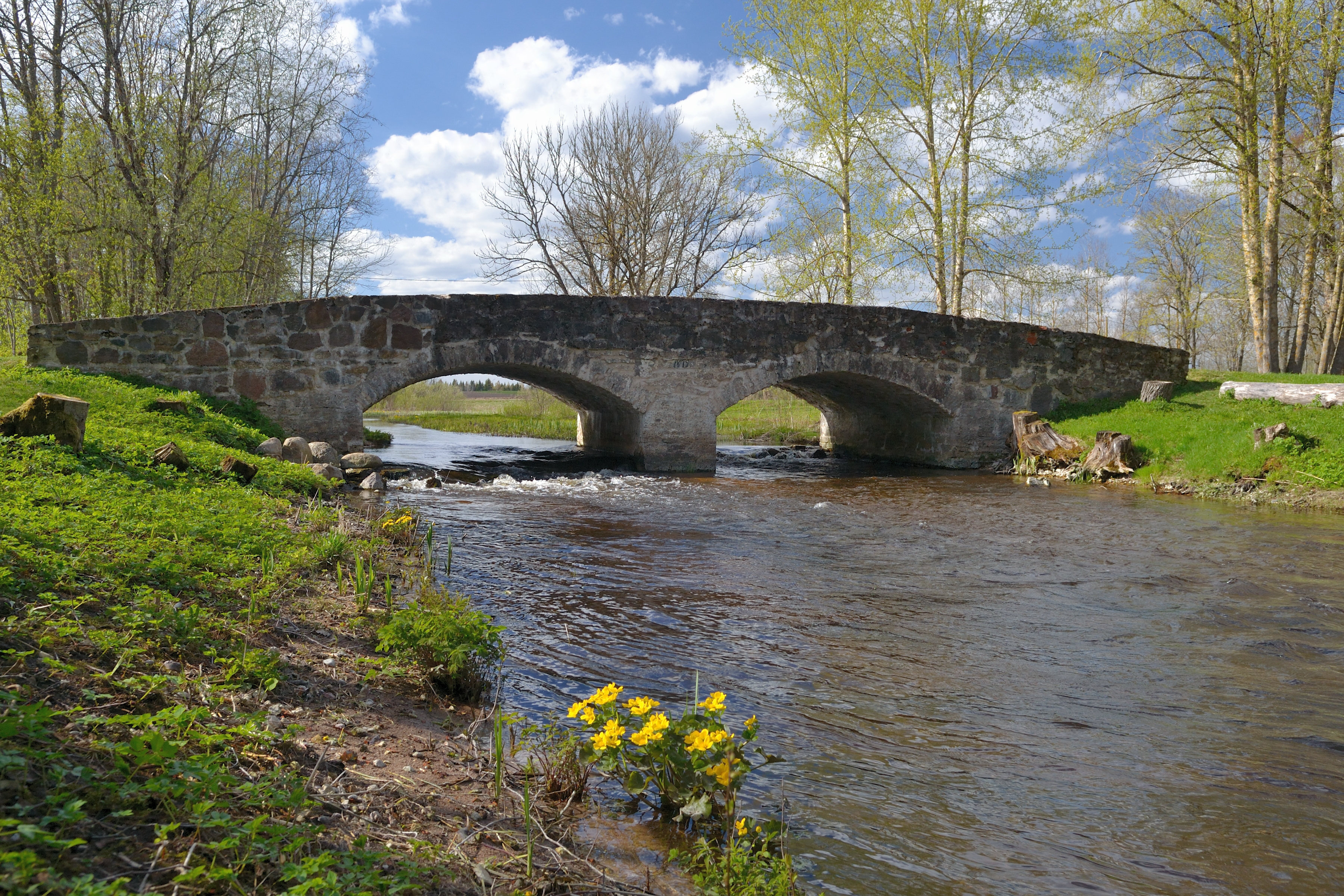
Albu herrgårds stenbro från 1879.
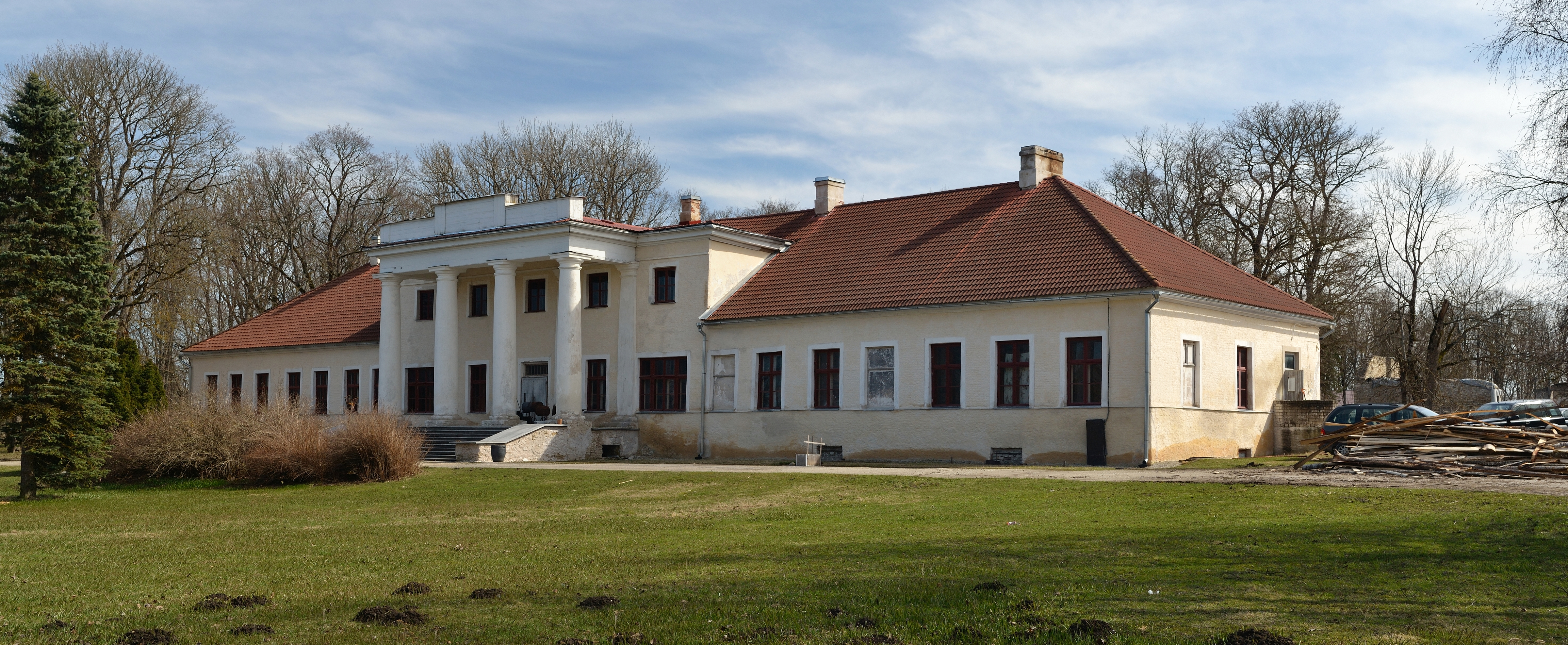
Ervita herrgård.
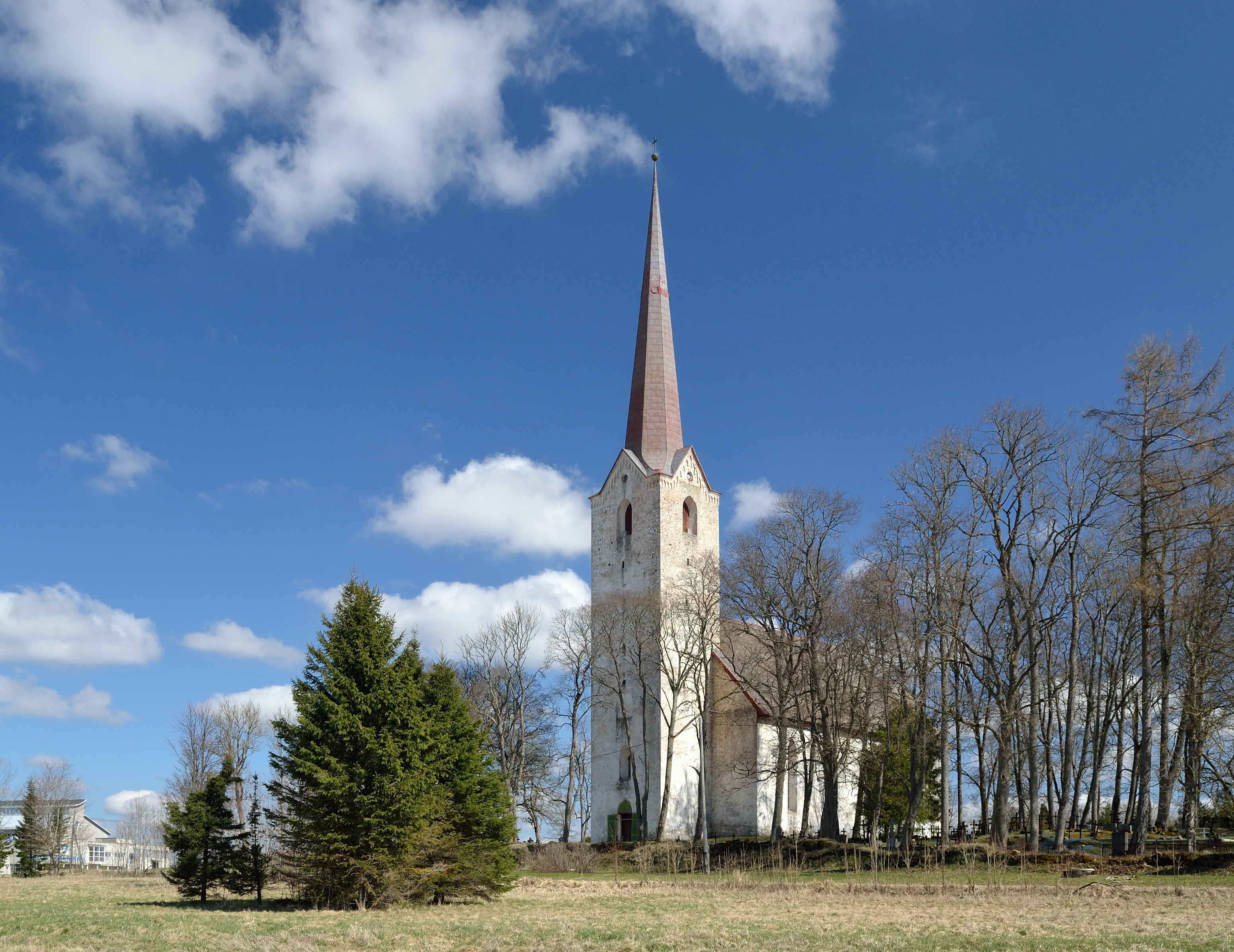
Järva-Peetri kyrka i Peetri.
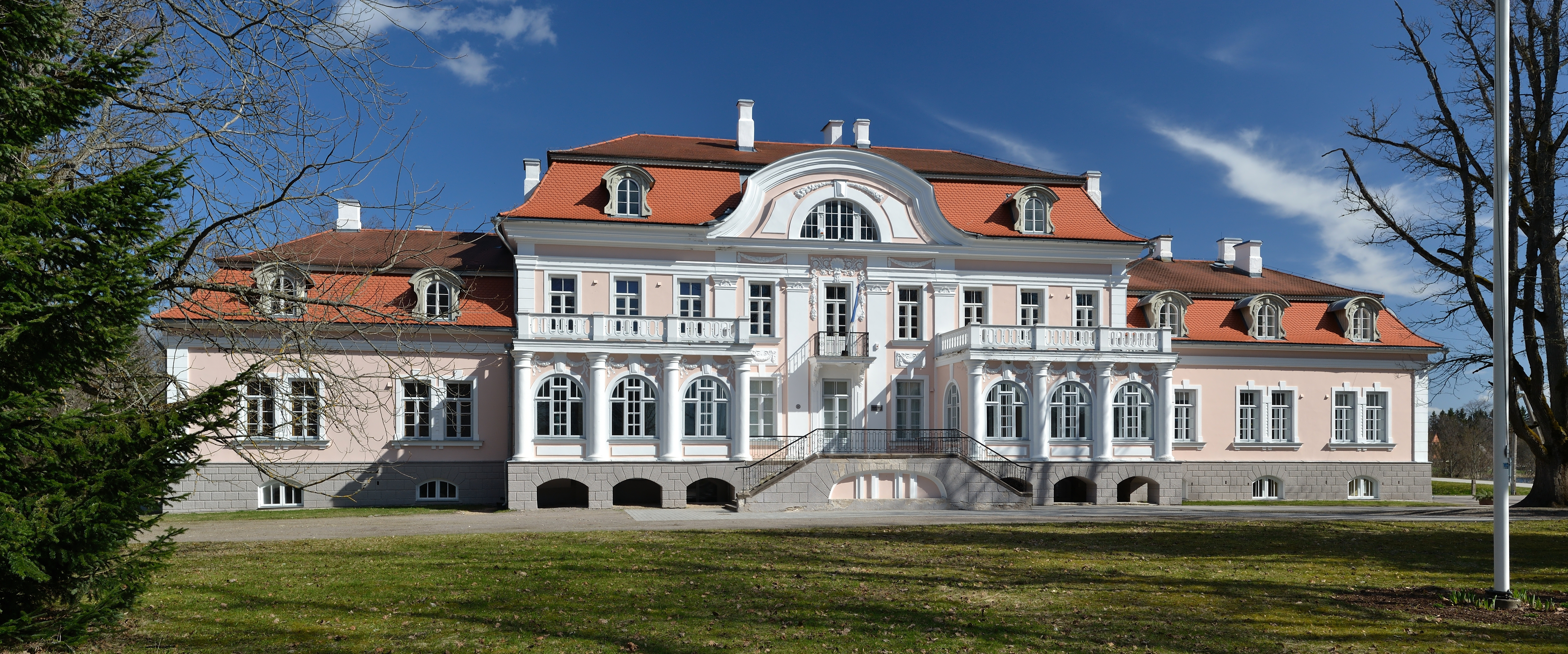
Laupa herrgård.